# Manumutin Silole
Manumutin Silole is een bestuurslaag in het regentschap Belu van de provincie Oost-Nusa Tenggara, Indonesië. Manumutin Silole telt 434 inwoners (volkstelling 2010).